# Paardensport op de Olympische Zomerspelen 1996
Paardensport is een van de sporten die beoefend werden tijdens de Olympische Zomerspelen 1996 in Atlanta. Er werden in Atlanta zes onderdelen afgewerkt in drie categorieën, met telkens een individueel onderdeel en een onderdeel voor landenteams: de military, de dressuur en het springconcours.
De wedstrijden werden gehouden in het Georgia International Horse Park in Conyers, Georgia, circa 50 km ten oosten van Atlanta.
Nederland won twee zilveren medailles bij de dressuurwedstrijden, een door Anky van Grunsven bij dressuur individueel en een bij dressuur voor teams. Verder was er nog een bronzen medaille gewonnen door de tot Nederlander genaturaliseerde Sven Rothenberger, eveneens bij dressuur individueel.

## dressuur

### individueel
| rang   | sporter            | paard       | land | score  |
| ------ | ------------------ | ----------- | ---- | ------ |
| Goud   | Isabell Werth      | Gigolo      | GER  | 235.09 |
| Zilver | Anky van Grunsven  | Bonfire     | NED  | 233.02 |
| Brons  | Sven Rothenberger  | Weyden      | NED  | 224.94 |
| 4      | Monica Theodorescu | Grunox      | GER  | 224.56 |
| 5      | Michelle Gibson    | Peron       | USA  | 222.83 |
| 6      | Klaus Balkenhol    | Goldstern   | GER  | 221.81 |
| 7      | Margit Otto-Crépin | Lucky Lord  | FRA  | 219.80 |
| 8      | Guenter Seidel     | Graf George | USA  | 215.02 |

### team
| rang   | sporter                                                                                    | paard                                          | land | score               | totaal |
| ------ | ------------------------------------------------------------------------------------------ | ---------------------------------------------- | ---- | ------------------- | ------ |
| Goud   | Isabell Werth Monica Theodorescu Klaus Balkenhol Martin Schaudt                            | Gigolo Grunox Goldstern Durgo                  | GER  | 1915 1845 1793 1781 | 5553   |
| Zilver | Anky van Grunsven Sven Rothenberger Tineke Bartels-de Vries Gonnelien Rothenberger-Gordijn | Bonfire Weyden Olympic Barbria Olympic Dondolo | NED  | 1893 1854 1690 1673 | 5437   |
| Brons  | Michelle Gibson Guenter Seidel Steffen Peters Robert Dover                                 | Peron Graf George Udon Metallic                | USA  | 1880 1734 1695 1649 | 5309   |
| 4      | Margit Otto-Crépin Dominique Brieussel Dominique D'Esmé Marie-Hélène Syre                  | Lucky Lord Akazie Arnoldo Marlon               | FRA  | 1783 1650 1612 1516 | 5045   |
| 5      | Annette Solmell Ulla Håkansson Louise Nathhorst Tinne Wilhelmsson                          | Strauss Bobby Walk on Top Caprice              | SWE  | 1673 1666 1657 1542 | 4996   |
| 6      | Christine Stückelberger Hans Staub Eva Senn Barbara von Grebel-Schiendorfer                | Aquamarin Dukaat Renzo Ramar                   | SUI  | 1662 1628 1603 1324 | 4893   |
| 7      | Ignacio Rambla Algarín Beatriz Ferrer-Salat Rafael Soto Juan Matute Azpitarte              | Evento Brillant Invasor Hermes                 | ESP  | 1744 1604 1527 1416 | 4875   |
| 8      | Richard Davison Joanna Jackson Vicky Thompson Jane Bredin                                  | Askari Mester Mouse Enfant Cupido              | GBR  | 1668 1577 1516 1468 | 4761   |

## eventing

### individueel
| rang   | sporter                   | paard         | land | score  |
| ------ | ------------------------- | ------------- | ---- | ------ |
| Goud   | Blyth Tait                | Ready Teddy   | NZL  | -56.80 |
| Zilver | Sally Clark               | Squirrel Hill | NZL  | -60.40 |
| Brons  | Kerry Millikin            | Out and About | USA  | -73.70 |
| 4      | Jean Teulère              | Rodosto       | FRA  | -77.20 |
| 5      | David O'Connor            | Custom Made   | USA  | -80.15 |
| 6      | Mara Depuy                | Hopper        | USA  | -85.00 |
| 7      | Hendrik von Paepcke       | Amadeus 188   | GER  | -87.20 |
| 8      | Constant van Rijckevorsel | Otis          | BEL  | -87.40 |

### team
| rang   | sporter                                                                                                | paard                                                           | land | score                           | totaal  |
| ------ | --- | --------------------------------------------------------------- | ---- | ------------------------------- | ------- |
| Goud   | Wendy Schaeffer Phillip Dutton Andrew Hoy Gillian Rolton                                               | Sunburst True Blue Girdwood Darien Powers Peppermint Grove      | AUS  | -61.00 -69.40 -73.45 DNF        | -203.85 |
| Zilver | David O'Connor Bruce Davidson Karen O'Connor Jill Henneberg                                            | Giltedge Heyday Biko Nirvana                                    | USA  | -76.00 -79.50 -105.60 DNF       | -261.10 |
| Brons  | Blyth Tait Vaughn Jefferis Andrew Nicholson Vicky Latta                                                | Chesterfield Bounce Jagermeister II Broadcast News              | NZL  | -70.10 -97.80 -100.65 DNF       | -268.55 |
| 4      | Jacques Dulcy Rodolphe Scherer Koris Vieules Marie Christine Duroy                                     | Upont Urane des Pins Tandresse de Canta Yarlands Summer Song    | FRA  | -78.90 -109.15 -119.60 DNF      | -307.65 |
| 5      | Karen Dixon Gary Parsonage William Fox-Pitt Ian Stark                                                  | Too Smart Magic Rogue Cosmopolitan II Stanwick Ghost            | GBR  | -88.55 -106.80 -117.55 -171.65  | -312.90 |
| 6      | Kazuhiro Iwatani Takeaki Tsuchiya Yoshihiko Kowata Masaru Fuse                                         | Sejane de Vozerier Right on Time Hell at Dawn Talisman de Jarry | JPN  | -101.00 -102.65 -122.50 -154.05 | -326.15 |
| 7      | Linda Algotsson Paula Törnqvist Therese Olavsson Dag Albert                                            | Lafayette Monaghan Hector T Nice 'n' Easy                       | SWE  | -78.45 -99.00 -167.80 DNF       | -345.25 |
| 8      | Santiago Centenera Samper Javier Revuelta del Peral Luis Alvarez de Cervera Enrique Sarasola Marulanda | Just Dixon Toby Pico's Nippur New Venture                       | ESP  | -161.00 -187.25 -273.40 DNF     | -621.65 |

## springconcours

### individueel
| rang   | sporter                        | paard         | land | score |
| ------ | ------------------------------ | ------------- | ---- | ----- |
| Goud   | Ulrich Kirchhoff               | Jus de Pommes | GER  | 1.00  |
| Zilver | Willi Melliger                 | Calvaro       | SUI  | 4.00  |
| Brons  | Alexandra Ledermann            | Rochet M      | FRA  | 4.00  |
| 4      | Hugo Simon                     | E.T.          | AUT  | 4.00  |
| 5      | Urs Fäh                        | Jeremia       | SUI  | 4.00  |
| 6      | Geoff Billington               | It's Otto     | GBR  | 4.00  |
| 7      | Jan Tops                       | Top Gun       | NED  | 4.00  |
| 8      | Álvaro Affonso de Miranda Neto | Aspen         | BRA  | 4.00  |

### team
| rang   | sporter                                                                                              | paard                                                    | land | score                  | totaal |
| ------ | --- | -------------------------------------------------------- | ---- | ---------------------- | ------ |
| Goud   | Ludger Beerbaum Ulrich Kirchhoff Lars Nieberg Franke Sloothaak                                       | Ratina Z Jus de Pommes For Pleasure Joly                 | GER  | 0.25 1.50 12.00 60.25  | 1.75   |
| Zilver | Peter Leone Anne Kursinski Michael Matz Leslie Burr-Howard                                           | Legato Eros Rhum Extreme                                 | USA  | 4.00 8.00 14.00        | 12.00  |
| Brons  | Rodrigo Pessoa Álvaro Affonso de Miranda Neto Luiz Felipe de Azevedo André Johannpeter               | Tomboy Aspen Cassiana Calei                              | BRA  | 0.75 8.25 12.00 12.25  | 17.25  |
| 4      | Hervé Godignon Alexandra Ledermann Roger-Yves Bost Patrice Delaveau                                  | Viking du Tillard Rochet M Souviens Toi Roxane de Gruchy | FRA  | 4.25 8.00 16.00        | 20.25  |
| 5      | Fernando Sarasola Marulanda Alexandre Jordá Candelas Rutherford Latham Morehead Pedro Sánchez Alemán | Ennio Hernando du Sablon Sourire d'Aze Riccarda          | ESP  | 0.25 13.50 16.00 20.00 | 29.75  |
| 6      | Willi Melliger Beat Mändli Urs Fäh Markus Fuchs                                                      | Calvaro City Banking Jeremia Adelfos                     | SUI  | 12.00 24.00            | 32.00  |
| 7      | Jan Tops Jos Lansink Emile Hendrix Bert Romp                                                         | Top Gun Carthago Z Finesse Samantha                      | NED  | 4.25 16.00 20.00       | 32.25  |
| 8      | Peter Charles Jessica Chesney Eddie Macken Damian Gardiner                                           | Beneton Diamond Exchange Schalkhaar Arthos               | IRL  | 4.00 12.50 18.00 32.25 | 34.50  |

## Medaillespiegel
| rang   | land             | goud | zilver | brons | totaal |
| ------ | ---------------- | ---- | ------ | ----- | ------ |
| 1      | Duitsland        | 4    | 0      | 0     | 4      |
| 2      | Nieuw-Zeeland    | 1    | 1      | 1     | 3      |
| 3      | Australië        | 1    | 0      | 0     | 1      |
| 4      | Verenigde Staten | 0    | 2      | 2     | 4      |
| 5      | Nederland        | 0    | 2      | 1     | 3      |
| 6      | Zwitserland      | 0    | 1      | 0     | 1      |
| 7      | Brazilië         | 0    | 0      | 1     | 1      |
| 7      | Frankrijk        | 0    | 0      | 1     | 1      |
| totaal | totaal           | 6    | 6      | 6     | 18     |

Parijs 1900 · 
Stockholm 1912 · 
Antwerpen 1920 · 
Parijs 1924 · 
Amsterdam 1928 · 
Los Angeles 1932 · 
Berlijn 1936 · 
Londen 1948 · 
Helsinki 1952 · 
Melbourne 1956 · 
Rome 1960 · 
Tokio 1964 · 
Mexico-stad 1968 · 
München 1972 · 
Montréal 1976 · 
Moskou 1980 · 
Los Angeles 1984 · 
Seoel 1988 · 
Barcelona 1992 · 
Atlanta 1996 · 
Sydney 2000 · 
Athene 2004 · 
Peking 2008 · 
Londen 2012 · 
Rio de Janeiro 2016 · 
Tokio 2020 · 
Parijs 2024 · 
Los Angeles 2028
Medaillewinnaars
Atletiek · Badminton · Basketbal · Boksen · Boogschieten · Gewichtheffen · Gymnastiek · Handbal · Hockey · Honkbal · Judo · Kanovaren · Moderne vijfkamp · Paardensport · Roeien · Schermen · Schietsport · Schoonspringen · Softbal · Synchroonzwemmen · Tafeltennis · Tennis · Voetbal · Volleybal · Waterpolo · Wielersport · Worstelen · Zeilen · Zwemmen